# Direktionsbezirk Leipzig
Het Direktionsbezirk Leipzig was een van de drie Direktionsbezirke (regio's) van de Duitse deelstaat Saksen. De Direktionsbezirken ontstonden op 1 augustus 2008 als gevolg van de Kreisreform Sachsen 2008. Op 1 maart 2012 ging het Direktionsbezirk op in de nieuwe Landesdirektion Saksen.
| Kreise (districten)                        | Kreisfreie Städte (district-vrije steden) |
| ------------------------------------------ | ----------------------------------------- |
| 1. Leipzig (Borna) 2. Nordsachsen (Torgau) | 1. Leipzig                                |

Chemnitz · Dresden · Leipzig